# Нанасе Кирју
Нанасе Кирју (јап. 木龍 七瀬; 31. октобар 1989) јапанска је фудбалерка.

## Репрезентација
За репрезентацију Јапана дебитовала је 2010. године. За тај тим одиграла је 16 утакмица и постигла је 3 гола.

## Статистика
| Јапан  | Јапан | Јапан |
| Год.   | Ута.  | Гол.  |
| ------ | ----- | ----- |
| 2010   | 3     | 0     |
| 2011   | 0     | 0     |
| 2012   | 2     | 0     |
| 2013   | 1     | 0     |
| 2014   | 10    | 3     |
| Укупно | 16    | 3     |